# Pierre Pevel

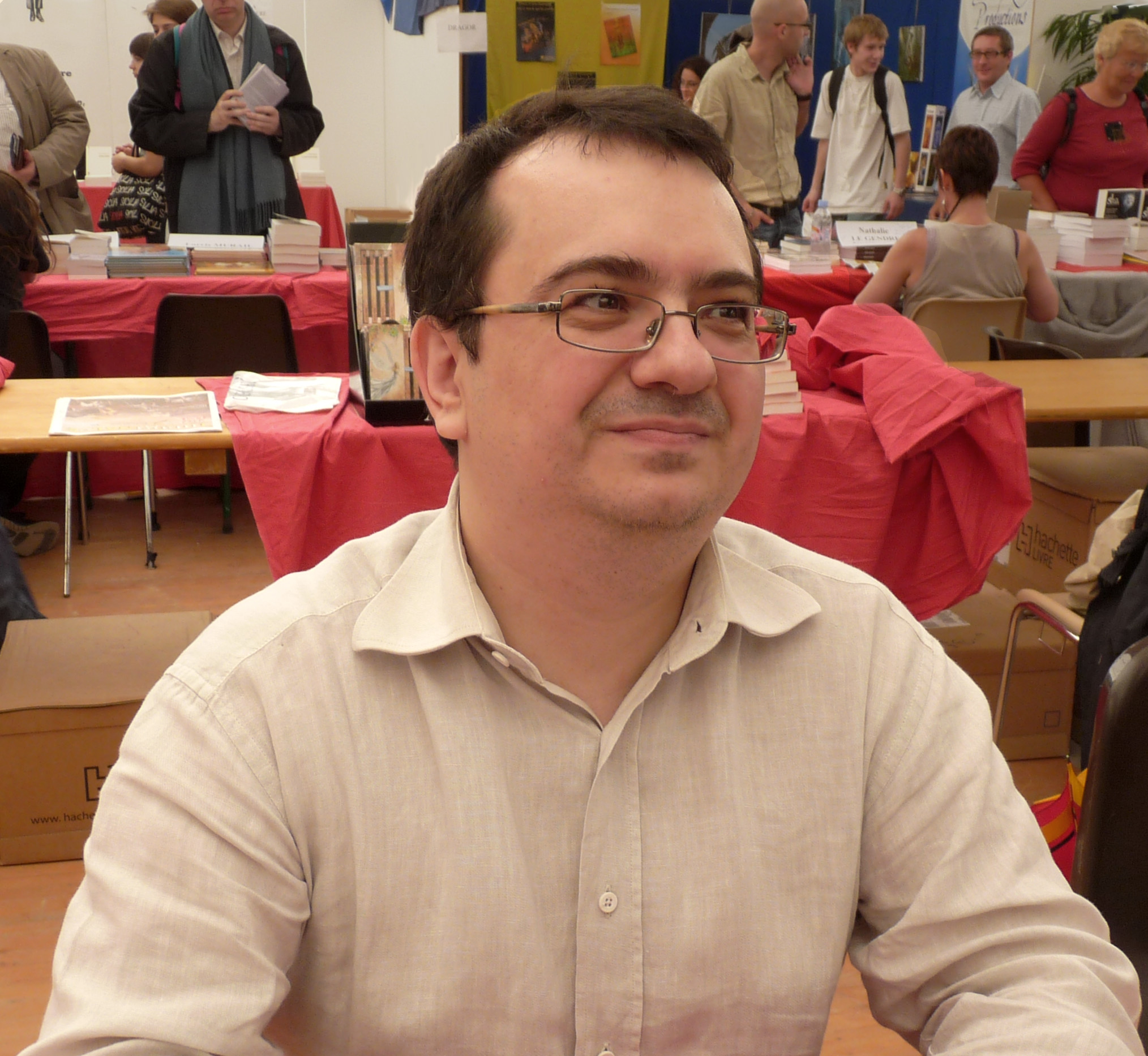
Pierre Pevel beim Imaginales-Festival 2010

Pierre Pevel (* 1968) ist ein französischer Journalist, Schriftsteller  und Übersetzer.

## Leben
Pevel ist der Sohn eines Offiziers und verbrachte seine Kindheit und Jugend in verschiedenen Garnisonsstädten. Seine Schulzeit absolvierte er am Lycée Henri-Poincarée in Nancy (Département Meurthe-et-Moselle).
Schon bald nach Abschluss seiner Schulzeit machte er sich einen Namen als Autor für Rollenspiele. Parallel dazu arbeitete er als Journalist. Mit wachsendem Erfolg als Schriftsteller reduzierte Pevel seine journalistische Tätigkeiten und begann stattdessen Werke von Ian Fleming u. a. zu übersetzen.
Pevel publiziert auch unter dem Pseudonym Pierre Jacq.
Pierre Pevel lebt in Nancy.

## Ehrungen
- 2002: Grand Prix de l’Imaginaire (Kategorie Französischer Roman) für seine Trilogie Les ombres de Wielstadt.
- 2005: Prix Imaginales (Kategorie Französischer Roman) für seinen Roman L’Élixir d’oubli.

## Werke (Auswahl)
als Autor
- Ambremer-Zyklus
  - Les Enchantements d’Ambremer. Le Pré aux Clercs, Paris 2003, ISBN 2-84228-175-6.
  - L’Élixir d’oubli. Le Pré aux Clercs, Paris 2005, ISBN 2-84228-204-3.

- Wielstadt-Trilogie

1. Les Ombres de Wielstadt. Fleuve noir, Paris 2001, ISBN 2-265-07044-0.
2. Les Masques de Wielstadt. Fleuve noir, Paris 2002, ISBN 2-265-07327-X.
3. Le Chevalier de Wielstadt. Fleuve noir, Paris 2004, ISBN 2-265-07697-X.

- Drachenklingen-Trilogie

1. Drachenklingen. Roman („Les lames du Cardinal“). Heyne, München 2008, ISBN 978-3-453-52485-9.
2. Drachenkampf (L’alchimiste des ombres. Bragelonne, Paris 2009, ISBN 978-2-35294-253-5).
3. Le dragon des Arcanes. Bragelonne, Paris 2010, ISBN 978-2-35294-402-7.

als Übersetzer
- Ian Fleming: Casino Royale. Bragelonne, Paris 2006, ISBN 978-2-35294-011-1.
- Ian Fleming: Les diamants sont éternels. Bragelonne, Paris 2010, ISBN 978-2-35294-388-4.
- Ian Fleming: Moonraker. Bragelonne, Paris 2008, ISBN 978-2-35294-247-4.
- Ian Fleming: Vivre et laisser mourir. Bragelonne, Paris 2007, ISBN 978-2-35294-112-5.